# Montmorillonita

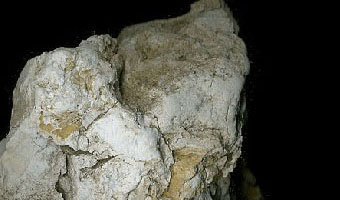
Uma amostra de Montmorillonita

Montmorillonita (MMT) é um argilomineral composto por camadas estruturais constituídas por duas folhas tetraédricas de sílica e uma folha central octaédrica de alumina, unidas entre si por átomos de oxigênio comum a ambas as folhas. A MMT possui 80 % dos cátions trocáveis nas galerias e 20 % nas superfícies laterais. Possui as seguintes características:
- Fórmula Química - (Na,Ca)0,3(Al,Mg)2Si4O10(OH)2.nH2O
- Composição - Silicato de alumínio, magnésio e cálcio hidratado
- Cristalografia - Monoclínico
- Classe - Prismática
- Propriedades Ópticas - Biaxial negativo

## Usos

### Medicina e farmacologia
Montmorillonita é efetivo como um adsorvente de metais pesados.
Para usos externos, Montmorillonita tem sido usada para tratar dermatite de contato.